# ミレヤ・モスコソ
ミレヤ・エリサ・モスコソ・ロドリゲス（スペイン語: Mireya Elisa Moscoso Rodríguez 、1946年7月1日 - ）は、パナマの政治家。大統領（1999年 - 2004年）やパナメニスタ党代表（1991年 - 1999年）を歴任。同国初の女性大統領として就任し、在任中はパナマ運河の返還交渉があったが、政権末期には景気後退などにより、汚職を招いた。

## 経歴

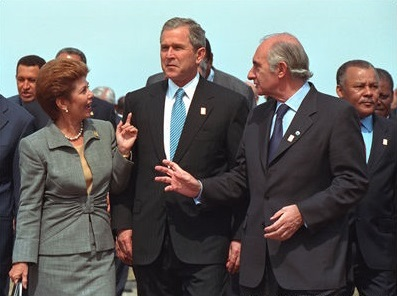
2001年のアメリカでの会合。左からモスコソ、ジョージ・W・ブッシュ、フェルナンド・デ・ラ・ルア

モスコソは1946年7月1日、ペダシ地方で6人兄弟の末っ子として誕生。教師だった父親はモスコソが10歳の時に亡くなり、高校卒業後にアルヌルフォ・アリアス大統領の秘書となる。
モスコソは1968年のアルヌルフォ・アリアスの大統領選挙を支援した。アリアスはすでに大統領として2期目に突入していた。大統領を再選したが、僅か11日間で再び軍に退陣させられる。モスコソはアリアスと共にアメリカのフロリダ州マイアミに亡命。翌年に2人は結婚し、モスコソはアリアスの後妻となった。当時、モスコソは23歳でアリアスは67歳だった。亡命中にモスコソはマイアミ・デード大学でデザイン学の学位を取得し、卒業。
アリアスと1988年に死別後、モスコソはアリアスが遺したコーヒー事業を引き継いだ。1991年9月29日、パナマ侵攻で同国最高指導者であったマヌエル・ノリエガから2年後、パナメニスタ党代表に就任。同年、モスコソは実業家のリカルド・グルーバーと再婚し、養子を迎えた。
1994年、モスコソは総選挙で亡き夫のパナメニスタ党の大統領候補に立候補。総選挙にはサルサ歌手のルーベン・ブラデス、マルティン・トリホス、エルネスト・ペレス・バラダレスなどが対抗馬となった。モスコソとブラデスはパラダレスがノリエガの内通者であったことが発覚すると、パラダレスを追い落とすようになる。
バラダレスは、国民的英雄と見なされていたパナマ軍最高司令官のオマール・トリホスの政策を受け継ぐことを公約に掲げる。バラダレスは最終的に33%の得票率で大統領に当選し、モスコソは29%、ブレードは17%を獲得。
1999年5月2日の総選挙で再びPA候補に推薦される。今回、モスコソの対抗馬はオマール・トリホスの息子であるマルティン・トリホスであった。バラダレスが連続再選可能とする憲法改正の是非を問う国民投票を実施したが、国民投票は得票率が過半数に満たなかったため、否決される。1999年の総選挙に45%対37%の得票率でモスコソはトリホスを破った。
1999年9月1日にモスコソは大統領に就任。モスコソは離婚していたため、姉のルビー・モスコソ・デ・ヤングがファーストレディの代理を担った。少数与党であったモスコソは国民議会で法案を提出しても、破棄される始末であった。新パナマ運河条約の内容に伴い、1999年にパナマ運河が全面返還される。モスコソ率いるパナマ政府はパナマ運河に駐留していたアメリカ軍の撤退費用を負担したため、同国経済は疲弊の道を歩むことになった。
2000年12月にパナマの国家警備隊基地で遺体が発見される。オマール・トリホス独裁政権時代に殺害された司祭、ヘスス・ヘクター・ガジェゴ・エレーラだと誤って判断。モスコソは捜査委員会を設立させ、報告書でノリエガ政権が非人道的な拷問で品位を損ねる扱いを行ったと結論付け、さらなる発掘と調査を行うことを命じた。
やがて、モスコソは国民議会議員に公費で購入した146,000ドル相当の時計を贈賄したなどの疑惑を問われるようになる。税制改革を議会で通過させようとしたが、野党や多くの国民から反発を浴びる。
2004年にモスコソが衣服やジュエリーに公費で数十万ドルを費やしたとマスコミが暴露したとき、批判の嵐に晒された。モスコソは任期中に14年前にさかのぼる名誉毀損の有罪判決で87人のキューバやベネズエラに亡命していたジャーナリストに恩赦を与えた。2008年7月2日、モスコソが実行した80件の恩赦は全て最高裁判所によって違憲として破棄される。

## 勲章
- 采玉大勲章 - 中華民国大勲章。